# Тебіське
Тебіське (рос. Тебисское) — село у Чановському районі Новосибірської області Російської Федерації.
Входить до складу муніципального утворення Тебіська сільрада. Населення становить 721 особа (2010).

## Історія
Згідно із законом від 2 червня 2004 року органом місцевого самоврядування є Тебіська сільрада.

## Населення
| 1996 | 2002 | 2007 | 2010 |
| ---- | ---- | ---- | ---- |
| 900  | ↘783 | ↗824 | ↘721 |